# Контрерас, Уилсон
Уилсон Эдуардо Контрерас (исп. Willson Eduardo Contreras, 13 мая 1992, Пуэрто-Кабельо) — венесуэльский бейсболист, кэтчер команды МЛБ «Чикаго Кабс». Победитель Мировой серии 2016 года.

## Карьера

### Младшие лиги
В 2009 году Контрерас подписал контракт с «Чикаго Кабс» в качестве свободного агента. В том же сезоне дебютировал в профессиональном бейсболе, играя в летней лиге в Доминиканской республике. Начинал играть на позиции игрока третьей базы, но во время выступлений за «Бойсе Хокс» тренеры перевели его на позицию кэтчера. В 2015 году играл в лиге AA за «Теннесси Смоукиз», был признан лучшим игроком младших лиг в системе «Кабс».

### Чикаго Кабс
17 июня 2016 года Контрерас был переведён в основной состав «Кабс». 19 июня в дебютной игре в первом выходе на биту выбил двухочковый хоум-ран. По ходу сезона показал себя универсальным игроком, выходя также на позиции аутфилдера и игрока первой базы. Регулярный чемпионат 2016 года завершил с показателем отбивания 27,5 %, сделав 80 хитов и выбив 12 хоум-ранов.
В четвёртой игре дивизионной серии 2016 года против «Сан-Франциско Джайентс» сделал сингл, принёсший его команде два очка и сравнявший счёт. В том же сезоне стал вместе с командой победителем Мировой серии.
2 апреля 2017 года вошёл в стартовый состав «Кабс» на матч открытия чемпионата. 9 августа был признан лучшим игроком недели в Национальной лиге после того как выбил пять хоум-ранов в шести играх. 15 сентября получил одноматчевую дисквалификацию за бросок своей маски, отскочившей от земли и попавшей в судью.